# Carl Adolf Ambrosius
Carl Adolf Ambrosius, född 9 december 1872 i Lund, död 10 december 1947 i Malmö Sankt Pauli församling, Malmö var en svensk ingenjör.
Efter examen 1894 från Chalmers tekniska läroanstalts högre avdelning (mekanik, väg- och vatten, husbyggnad) var Ambrosius anställd hos Nydqvist & Holm i Trollhättan 1894–97 och på arkitektkontor i Malmö 1897–98. Efter sistnämnda år ägnade han sig först privat och därefter såsom överingenjör och verkställande direktör i Natrolith AB och AB Ambrosius ingeniörsbyrå i Malmö åt vattenreningsfacket jämte byggande av bland annat gas-, vatten- och pumpverksanläggningar för ekonomisk ångdrift. 
Ambrosius utförde för dåvarande Limhamns köping gasverk med gatuledningar och gatubelysning 1904 och drev det i egen koncession till 1914, anlade 1905 och innehade Eslövs köpings gas- och vattenverk i egen koncession till köpingens övergång till stad. Han planerade och utförde på egen verkstad i samband med koncession för Limhamns gasverk 1904–14 en stor mängd statliga och kommunala vattenrenings- och vattenavhärdningsanläggningar och vattenverk med vattentorn m.m. samt vattenreningsanläggningar för bland annat enskilda industrier, tvättinrättningar och mejerier.
Ambrosius var initiativtagare till undersökningar, som ledde till tillverkning av den s.k. Natrolithen vid Höganäsverken 1924. Han tilldelades guldmedalj för en ångmaskin för högt överhettad ånga vid Lundautställningen 1907. Han var styrelseledamot och sekreterare i Malmö Landstormsförening under ett tiotal år, styrelseledamot i Sveriges Landstormsföreningars Centralförbund flera år, innehavare av dess förtjänstmedalj jämte landstormsmärke i guld samt skytteutmärkelser. Han var aktiv landstormsofficer och bataljonschef under mobiliseringen 1914 samt en tid befälhavare för Malmö landstormsområde.